# Канкуль
Канкуль — пресноводное озеро в России, расположенное в Барабинской низменности на востоке Каргатского района Новосибирской области, в междуречье Каргата и Чулыма.

## Общие сведения
Озеро имеет близкую к овальной форму, береговая линия слабо изрезана. Высота над уровнем моря — 133 м. Площадь озера — 12,7 км², водосборная площадь — 124 км². Длина с севера на юг составляет около 4,6 км, ширина в средней части достигает 3,3 км. Глубина не превышает 1 м.

## Описание
Значительных притоков не имеет. Острова отсутствуют. Берега пологие, покрытые травой и камышом, в значительной мере заболочены, у южного берега солончаки. На западе вытекает речка Шубиха, впадающая в Каргат.
Озеро богато зоопланктоном, имеются значительные запасы сапропеля. В озере осуществляется разведение и промысловый лов пеляди, которая достигает здесь веса 140—170 граммов.